# ドラえもん のび太と雲の王国
- ドラえもん > 大長編ドラえもん > ドラえもん のび太と雲の王国
- ドラえもん > ドラえもんの派生作品 > ドラえもん (1979年のテレビアニメ)  > ドラえもん映画作品 > ドラえもん のび太と雲の王国

『ドラえもん のび太と雲の王国』（ドラえもん のびたとくものおうこく）は、藤子・F・不二雄によって執筆され、『月刊コロコロコミック』1991年10月号から1992年1月号に掲載された大長編ドラえもんの1作品、および、この作品を元に1992年3月7日に公開されたドラえもん映画作品である。大長編シリーズ第12作目、映画シリーズ第13作目に当たる。またコロコロコミック創刊15周年記念作品でもある。
第10回ゴールデングロス賞優秀銀賞受賞作。同時上映は『21エモン 宇宙いけ! 裸足のプリンセス』『トキメキソーラーくるまによん』。
映画シリーズ45周年を記念して、2025年1月17日から23日まで全国93館の劇場でデジタルリマスター版として一週間限定上映（併映作品の上映はない）。

## 概要
原作は藤子・F・不二雄で、映画版では製作総指揮・脚本も務めた。地上人の環境破壊への報復として、地上文明を大洪水によって滅亡させようと計画する天上人と、それを阻止しようとするドラえもんとのび太達の戦いを描いた作品。環境破壊に対する「自然の怒り」を天上人という概念を介して描いている。
『月刊コロコロコミック』連載時は藤子の体調不良のため、ラスト2回が描かれず、藤子プロによる絵物語「のび太と雲の王国 完全ビジュアル版イラストストーリー」が掲載された。自身の都合により連載を終えられなかった藤子は『（結末は）漫画で描かなきゃ意味がない』という思いが強く、その後の1994年3月、『ドラえもんクラブ』に完結篇が掲載され、映画上映から2年を経て原作は正式に完結を迎えた。このため、原作の単行本は次回作『ドラえもん のび太とブリキの迷宮』のそれよりも後に発売された。絵物語と映画版とでは結末がやや異なる（例として絵物語ではドラえもんが重体になっていない、ドラえもんの頭突きは存在しないなど）。監督の芝山努は完結篇が映画版を踏襲した内容となっていた事が嬉しかったとしている。
シリーズで初めて、主人公であるドラえもんが故障するという危機的状況が描かれた。その後のシリーズ作品でも何度かドラえもんが故障することがある。また、未確定の未来として描写されているものの、人類の文明世界が滅亡した描写が明確になっているのも本作が唯一である。
テレビ朝日版の放送開始以来、野比のび助を演じてきた加藤正之が公開1年後に降板・死去したため、本作は加藤が出演した最後のドラえもん映画となった。
大長編の中でも、通常漫画と大長編が完全にリンクしているという、稀有な特徴がある。かつてゲストとして登場したキャラクター達が、天上人に関わる形で登場している。映画内でもテレビアニメの映像を引用・流用している。

## あらすじ
難破して無人島で助けを待つ少年とその家族は「すぐに船でこの島を離れろ。さもなくば大雨によってこの島は消滅する」という何者かの警告を受ける。しかしどの道、船など無く「雨なんか降るものか」と思ったが、実際にその夜、実際に島を覆うような黒雲が大雨を降らせ、島が溶けて流れてしまった。
同じ頃、雲の上には天国があると信じてそれをからかわれたのび太にドラえもんはありもしないものを探すより、実際に自分たちで雲の上に天国（理想の王国）を作ろうと提案する。雲かためガスと雲を均す雲ローラー、雲人形を動かせるロボッター、雲ブロックを作る工事機、芝生や苔に川も作り始める。そんなおり、まるで大洪水で流されてきたような木々が海に浮いているのを見つけて調査してみるが、海底は島の上の方だけちょん切ったように不自然に浅かった。その時、のび太が落雷に襲われ転落する。それはやけに低い雷雲であった。雲に戻ると苔が伸び始めているが、城の工事は遅々として進んでいない。しかし人手を増やそうにも、工事機もロボッターも安いものでなくこのままでは完成に2〜3年もかかってしまう。その日の夕食時、たまたまパパから株式会社の仕組みを聞いたのび太はその夜、友人たちから出資を募る「株式王国」というアイデアを閃く。これによって集めた資金で雲の王国を完成させ、楽しいひと時を過ごすドラえもん達。しかし、突如として王国が地震のように揺れた。いつの間にか気流に流された王国が槍ヶ岳の頂上に引っかかってしまったらしい。そこで吹き荒ぶ極寒の山中にて謎の巨大亀（のび太曰く「ミミガメ」）とその背中に乗ったまま意識を失った少年に遭遇する。治療を施した少年はまだ意識が戻らないものの、明日には目が覚めるだろうと帰宅した5人。その夜調べてみると、あの巨大亀は6千年前、人類に刈り尽くされた絶滅動物「グリプトドン」の生き残りであったことが判明する。
後日、王国へ行くと少年の姿は無かった。消えた少年を探す為に、ごはんの匂いを放つ迷子探し機を設置して彼が戻ってくるのを待つことになったが、その間にジャイアンとスネ夫が揉め事を起こし、のび太はそれを制止する。のび太が身につけている雲の国王冠は、王国内に限り他人に命令できる機能があったのだ。一方、王国内にいれば確実に探し出せるはずの迷子探し機の甲斐も無く、あの少年は戻ってくる気配はない。一行はあのグリプトドンに手掛かりを求め、再び槍ヶ岳へ向かったが、探せども見つける気配がない。やがて頂上にあったはずの王国が消えていることに気付く。どうやら風で流されてしまったらしい。一行は王国を探すうち、豊かな自然に恵まれ地上では絶滅した動物が多数生息する謎の雲に迷い込む。そこは本物の「天上人」が住む「天上世界」の「絶滅動物保護州」であり、保護管理員のパルパルとグリオに出会う。王国から少年を連れ出したのは彼女らだった。友好的な態度のパルパルに連れられて管理施設を案内されるが、その実、彼女もグリオと同じく、地上人には警戒心と偏見を持っており、一行を大人しく帰す気はなかった。5人は食事を摂って宿泊施設で夜を明かすことになったが、鍵を掛けられ監禁されていた。その待遇に不快感を持った5人は脱出を図るもタケコプターで飛行中、黒雲の落雷に見舞われる。しずか達3人はパルパルとグリオに保護され、天上世界の首都「中央州」へと案内されることになった。一方ののび太は飛行スカーフがボロボロになって飛行不可になり、合流したドラえもんも昨夜の雷でコンピュータがやられてしまっていた。途方に暮れるのび太だが、保護州にて以前助けた小人・ドンジャラ村のホイと再会する。彼らが移住していたはずのアマゾン奥地も開発が進み、天上人に保護されていたのだ。ホイの助けを受け、追っ手の円盤から隠れつつ、湖を見つけてネッシーに乗って向こう岸へ渡る。
一方、中央州を案内されたしずか達は天上人の自然への意識の高さを知り、しずかは素直に関心したものの、ジャイアンとスネ夫は警戒心を解かない。逆に彼らの上から目線が気に入らないとして不信感を強め、何かを企んでいるのではないかと勘繰る。その後、天上人の創世神話となる映画の鑑賞をする。それは、天上人の祖先たる王が地上の楽園を別の2人の王の戦争で追われ、雲の上に逃れた後に楽園を築いたということ。そして雲の上をも狙った2人の王は大雨によって地表ごと洗い流されたという内容だった。映画が終わった頃、ドラえもん達は王国から消えた少年タガロの住む村へと到着し、彼と再会する。タガロの一家は海難事故によって無人島で暮らしていたが、天上人によって島の動植物ごと天上世界へと連れてこられたという。そしてタガロは天上人への不信感から脱走を試み、その結果、吹雪で低体温症に陥ってしまったらしい。そこをドラえもん達に助けられたのだった。彼らの協力を得て一緒に脱出しようとするも、同行すれば指輪の発信機により捕まってしまうという。そこで成功を祈ると託し、ドラえもん達はホイの手綱を巨大なコンドルに付けて飛び立った。
しずか達はその後、地上の大気汚染に苦しむ天上界が大雨を降らせて地上文明の世界を洗い流すノア計画を実行しようとしていることを、パルパルより聞かされる。地上人や動植物はあらかじめ避難させるというが、このままでは何もかもなくなってしまう。しずか達は計画の実行を決める最後の審判へ地上人代表として法廷に立つことになる。当然抗議するも「君達の先祖だってほんの何万年か前までは何もないところで生活していた」と聞く耳を持たない。同じく拉致されていた密猟者たちの悪行も被害動物によって暴露されており、地上人への印象は最悪であった。しずかの痛切な訴えすらも一蹴されてしまうが、彼女らに共感しつつあったパルパルが何も知らず連れて来られたのだから不公平と指摘した事により審議は延期となった。しかしジャイアンとスネ夫が地上に危機を知らせるべく脱走。入国記念と称して配られていた発信機付き指輪によってそれはすぐに阻止されたが、密猟者たちが円盤（パトカー）を盗んで脱走しており、地上人への反感はますます強くなってしまった。
一方、ドラえもん達は脱出できたものの場所がわからず途方に暮れていた。しかしコンドルは迷子探し機の放つ匂いを嗅ぎ付け、王国へと辿り着いた。ドラえもんとのび太は食事を取って家に戻るが、地上は大洪水に見舞われており、街は今まさに沈みゆく最中だった。押し寄せる水に呑まれるも、水に浸かったことで偶然にもドラえもんが復活する。なんとか雲の王国へ避難するが、のび太は世界が流されては全てが終わりだと絶望する。その夜、のび太は夢を見た。のび太が100点を取って見せようとするもパパやママ、更に先生までが船に乗って遠ざかっていく夢であった。目が覚めると、ドラえもんは呑気にも朝食の準備をしていた。その無神経さに「22世紀のロボットのくせに」と毒づくが、そこで「地上世界が滅ぶなら22世紀もドラえもんもないはず」という点に気付く。確認してみると、ドアの時差調整ダイヤルが10日も進んでいた。「皆で宿題をしている」というのび太の嘘に気付いたママが怒って適当にダイヤルをいじっていたのだ。そして現時点の野比家ではいつもと変わらない光景にママがいた。大洪水の発生は確定していない未来の一つであったのだ。その未来を変えるべく、ドラえもんとのび太は天上世界を煙のように消してしまう雲もどしガスを抑止力として天上人との交渉に臨む。
その夜、密猟者たちの円盤が王国の湖に墜落した。更に円盤の大編隊が包囲するも、のび太はそれを追い返し、密猟者から初めてノア計画のことを聞かされ、いよいよ交渉は失敗できなくなった。翌朝、計画の中止を迫るドラえもん達に対し、天上人に動揺が走る。密猟者は私欲と復讐心から攻撃を主張するが、あくまで抑止力だとドラえもん達は反対し、のび太が王冠の力で屈服させる。しかし隙を見せた途端に王冠を奪われ、密猟者に王国を乗っ取られてしまった。同時に、雲戻しガスの使用を止めに来たパルパルとしずか達3人ともども縛り上げられてしまう。そして主砲の第一射により「エネルギー州」は崩壊した。更に王国が中央州へと迫り、やむを得ず撃ち落とすべく一斉攻撃を開始するもシールドに守られた王国はビクともしない。ドラえもんは最後の手段として、ガスタンクに穴を開けることを決断。唯一残された武器である石頭によって扉を破り、そのままタンクに特攻し王国の歴史に終止符を打った。
天上人を救う為とはいえ、雲の王国を滅ぼし、抑止力としての武器も失って丸腰となり、更にドラえもんは意識不明の重体と、絶体絶命かに思われた。しかし、再び法廷へ立たされた4人は、ドラえもんの自己犠牲的精神を評価したパルパルや、かつてドラえもんとのび太に助けられたホイやモア、ドードーらが弁護する。更に天上人移住交渉のため植物星から派遣されていた大使が現れる。彼はドラえもんに念を送ると目を覚ました。そこで自身は地球の出身であること。正体は以前ドラえもんのひみつ道具「植物自動化液」によって知性を与えられた苗木キー坊だったことを明かす。そして地球人の中にも自然環境を省みる者が現れていることを訴え、環境が再生するまで天上人の移住を受け入れることを発表。こうしてノア計画は白紙となった。パルパルによって学校の裏山へ送られた5人は、自然環境の再生と天上人たちとの再会を誓い、どこでもドアのダイヤルを戻しては、宿題の溜まった日常へと戻っていくのだった。

## 舞台

### 雲の王国
高高度から落下したのび太を救うため、ドラえもんが雲固めスプレーを使用して作った雲の大地である。そこへ他のひみつ道具を用いて作った王国。1株100円の株式制を採用した「株式国家」。総工費のうちほとんどをスネ夫が出した（スネ夫・3万円＝300株につき大株主。静香は100円で1株、ジャイアンは50円で半株）。小さな国であるが、山、谷、川、滝、湖など基礎的な自然物があり、レストラン、図書館、ゲームセンター、野球場、テニスコートなどの施設が充実している。労働力・遊び相手として、雲の切れ端にロボッターを入れて作った雲ロボットが多数いる。
役職としては、ドラえもんが総理大臣、のび太が国王、しずかが王妃、スネ夫がナンデモ大臣、ジャイアンが召し使い、となっているがほぼ肩書だけである。
ノア計画によって地上文明を滅ぼそうとしている対天上連邦の対策として、後に「雲戻しガス」を応用した主砲が開発され、雲の上に存在する天上連邦側にとっては最大の脅威となっている。また、元々王国自体が多少の攻撃では無傷である事もあって、まさに無敵の機動要塞と呼べる代物となったが、天上連邦への報復を目論む密猟者達に王国を占拠されてしまった為、最終的にはドラえもんの捨て身の特攻によって、王国の雲戻しガスが凝縮されたガスタンクが破壊され、王国は崩壊の末路を迎えた。
映画のエンドロールでは再び雲を固めている様子が描かれているが、ドラえもんとのび太の2人が寝転がれる程度の小さな雲であった。

### 天上世界（天上連邦）
12の雲から成り立つ連邦国家。大統領を頂点にした州制度を用い、首都は中央州中央市。宇宙との交流が盛んであり、テクノロジーは地上よりもはるかに高い。ここに住む人間は天上人と呼ばれるが、生物学的には地上のヒトと同種。外見も同一だが、元首、要人、役人等は皆背中に羽の生えた衣服を身に着けており、その羽で空を飛ぶことが可能。創世神話によれば、戦争により高地に逃れた古代人が、彗星落下によって発生した特殊なガスにより、固体化した雲に乗ることを発見、移住した末に発展した国家であることが示唆されている。
事実上地上資源が使えないために、酸素・水等から合成した食料および太陽光によるクリーンエネルギーの技術が発展。地上との接触を避けつつ、太古から絶滅危惧種の保護に力をいれ、結果として地上で絶滅した動物・植物が生き残っている。
一見すると地上社会から隔絶された楽園のように思えるが、実際は地上世界の環境破壊が原因で年々人口が減少し続けており、彼らの多くは地上人を激しく敵視している。
ノア計画への対抗のためにドラえもんが用意した雲戻しガスの主砲が密猟者たちに強奪された結果、エネルギー州が壊滅してしまうが、ドラえもんの捨て身の特攻によって主砲を設置していた雲の王国が崩壊したことから、天上世界そのものの滅亡は免れた。ドラえもんの犠牲的行為への評価と植物星大使キー坊の説得によりノア計画の中止が決定され、天上連邦の人々は地球環境が回復するまで植物星へ移住する事になった。
中央州
天上連邦の首都。巨大な空港、公園、ホテル、裁判所、シティホールなどが立ち並ぶ大都会。
エネルギー州
天上連邦で用いるエネルギーのほとんどを生産する州。北海道ほどの広さで、その一面に無数のソーラーパネルが設置されている。ここで作られたエネルギーは、マイクロ波に変換して他の州に送られている。
絶滅動物保護州
地上で絶滅した動物（画面に登場したのは新生代のもの）、および絶滅危惧種の動物を集め、保護している。作中に登場した動物としては、マンモス、モア、ドードー、フクロオオカミ、クアッガ、ジャイアントモア、メガテリウム、スミロドン、ネッシー、グリプトドン、ムカシダイダラアホウドリ（後述）、フォルスラコスがいる。保護された動物は全て餌によって飼育されているが、肉食動物が習性から他の動物を襲う事はあり、その場合は保護管理員が止めに入る。パルパルはこれを「地上で狩りをしていたから時々ふざける」と表している。

## 声の出演
- ドラえもん - 大山のぶ代
- のび太 - 小原乃梨子
- しずか - 野村道子
- ジャイアン - たてかべ和也
- スネ夫 - 肝付兼太
- のび太のママ - 千々松幸子
- のび太のパパ - 加藤正之
- 先生 - 田中亮一

## ゲストキャラクター
パルパル
声 - 伊藤美紀
天上世界の絶滅動物保護州管理員の女性。優しい女性だが、天上世界の厄災の元になっている地上人を敵視している点は他の天上人と同様。その非人道性を承知しながらノア計画を正当化するが、しずか達と交流を深めるうちに少しずつ思いを改めていく。終盤では天上人を救ったドラえもんらを弁護する側に回った。
グリオ
声 - 村山明
天上世界の絶滅動物保護州管理員の男性。常に仮面をかぶっており素顔は不明で劇中で顔は明かされなかった。パルパル以上に地上人を敵視している。ドラえもん達が行方不明になった時は彼らの安全を確保するため捜索に向かっているが、反面ドラえもんたちがノア計画に感づいた際は「地上人は狡猾で油断がならない」と警戒し、リアリストの一面を見せる。
大統領
声 - 屋良有作
天上世界の大統領。ノア計画の実行が議会で可決された場合、地上に大雨を降らすためのスイッチを押さなければならないという使命を負っている。計画実行はやむを得ないとしつつもその非人道性と重責を認識している。
タガロ
声 - 高乃麗
漁の途中で船が難破し、無人島にいたところをノア計画の実験に巻き込まれ、天上人によって父親（声 - 池水通洋）や祖父（声 - 松岡文雄）と共に天上世界に吸い上げられた少年。雲の上で暮らす天上人を神様だと思い込み地上での暮らしへの未練を完全に失っている祖父とは異なり、天上人に強い不信感を抱いている。地上に残してきた母を案じ、仲良くなったグリプトドンと共に天上世界脱出を試みる。槍ヶ岳で凍死しかけていたところをドラえもん達に発見されて救助されるが、天上人によって絶滅動物保護州へ連れ戻されてしまった。ホイの紹介でドラえもん達との再会を果たし、共に保護州から脱出する事を提案されたものの、発信機つきの指輪を嵌められてしまったことを明かして同行を断り、ホイと共にドラえもん達を見送った。ドラえもん達が保護州を脱出して以降の動向は原作・映画共に描写されていない。
ホイ
声 - 松尾佳子
てんとう虫コミックス35巻収録『ドンジャラ村のホイ』に登場した、小人族の少年。ドラえもんとのび太に移住させてもらったアマゾン奥地にも開発の手が及び、天上人によって天上世界の絶滅動物保護州へと移住した。保護州で偶然ドラえもん達と再会し、彼らを歓待してタガロの下に連れて行った後、ムカシダイダラアホウドリに乗って脱出する事を提案した。雲の王国崩壊後は天上世界の法廷でドラえもんらを弁護した。名の由来は童謡「森の小人」の歌詞からで、初出話のアニメでもこの歌が流れた。
ホイの父
声 - 山崎たくみ
ホイの母
声 - 速見圭
ネッシー
絶滅動物保護州に生息するUMA。ドラえもん達が訪れた前日にネス湖から連れて来られた。ホイの友達。
ムカシダイダラアホウドリ
天上世界の絶滅動物保護州に保護されていた巨大なアホウドリとして登場。現在ではこの絶滅動物保護州のみに生息している。作中の様子から岩場に生息しているようで、人間2人が乗ってもビクともしないほどの大きさをもつ。のび太曰く翼だけで5〜6mはあるとのこと。うち1羽がホイに捕獲され、「万能手綱」で操作可能にした状態にしたうえでドラえもんとのび太を乗せて天上世界を脱出した。その飛行速度もかなりのもので、飛び立ってすぐに天上人のバリヤーを突き抜けている。長い間飛び続けてから雲の王国で使用されていた「迷子探し機「ごはんだよー」」の煙の臭いに誘われ、ドラえもんたちを王国へ帰還させる。その後お礼のエサを食べ、絶滅動物保護州へと返された。
モア、ドードー
てんとう虫コミックス17巻収録『モアよドードーよ永遠に』に登場した、現在は絶滅した種類の鳥。初出話ではのび太が「タイムとりもち」で捕獲した後、孤島で仲間と暮らしていたが、その後に天上人が天上界へ連れて行ったと思われる。法廷では翻訳機を使い、自分たちを保護し生きる場を与えたドラえもんらを弁護する側に立った。
キー坊
声 - 丸山詠二
てんとう虫コミックス33巻収録『さらばキー坊』に登場した進化植物。元々は宅地開発予定地に生えていた小さな苗木で、のび太により助けられ、ドラえもんがひみつ道具「植物自動化液」を使用したことによって知性を得る。地球から植物星へ留学して大使（映画版では外務大臣と大使両方の名称が使用されている）となり、ノア計画検討会議のオブザーバーとして天上世界へとやってきた。のび太と一緒に暮らしていた時は子供だったが、現在は立派な成木となっており、葉の口髭が生えている。密猟者達による天上界の破壊を阻止したために傷ついたドラえもんを救い、自身の生い立ちを語った後に自らの説得でノア計画の中止を決定づけた。
代表
声 - 岸野一彦、藤本譲
ノア計画検討会議における天上人の代表。地上人による環境破壊を大々的に告発し、ノア計画の必要性を強く主張する。
ポリス
声 - 飛田展男
TVアナウンサー
声 - こおろぎさとみ
案内嬢
声 - 岩坪理江
中央州を訪れたしずか、スネ夫、ジャイアンに記念品として指輪を贈呈した女性。しかし、指輪にはタガロのものと同様に監視用の発信機が仕込まれており、外せない仕組みになっている。
密猟者
声 - 小林清志（リーダー）、島香裕、山崎たくみ
アフリカのケニアでゾウを密猟していたところ、天上世界へと吸い上げられた地上人4人。全員がサングラスを掛けており、悪知恵ばかりが働く悪党。後に和平を望むドラえもん達の隙を突いて雲の王国を乗っ取り、天上界を破壊して絶滅動物を手にいれ売りさばこうと企み、事態の悪化を招くもドラえもんの特攻で阻止された。映画版ではラストシーンでようやく自分達の行いを悔やむ表情をみせた。なおリーダーの声を担当した小林は「天国の誕生」のナレーション及び本作の予告編ナレーションも担当している。

## スタッフ
| 制作総指揮・原作・脚本          | 藤子・F・不二雄 |
| 作画監督                        | 富永貞義 渡辺歩 |
| 美術設定                        | 川本征平 |
| 美術監督                        | 沼井信朗 |
| 録音監督                        | 浦上靖夫 |
| 音楽                            | 菊池俊輔 |
| 効果                            | 柏原満 |
| 撮影監督                        | 高橋秀子 |
| 監修                            | 楠部大吉郎 |
| プロデューサー                  | 別紙壮一 山田俊秀 小泉美明 |
| 監督                            | 芝山努 |
| 演出                            | 塚田庄英 平井峰太郎 |
| 動画検査                        | 原鐵夫 |
| 色設計                          | 野中幸子 |
| 仕上監査                        | 松谷早苗 堀越智子 |
| 特殊効果                        | 土井通明 |
| 録音スタジオ                    | APUスタジオ |
| 整音                            | 大城久典 内山敬章 |
|                                 | ドルビーステレオ 一部上映館を除く |
| ドルビーステレオ コンサルタント | 森幹生 極東コンチネンタル株式会社 |
| 原画                            | 飯山嘉昌 木上益治 斉藤文康 本多敏行 川島彰 小泉謙三 間々田益男 窪田正史 内藤真一 渡辺真三子 原博 新垣重文 柴田晃宏 |
| 動画                            | 小林正義 山下真樹子 池ノ谷安夫 家野尚代 中川政浩 大東郁子 中村久子 内原弘美 奈良岡光 鵜ノ口穣二 松田洋子 中峰ちとせ 山田幸 伊藤みはる 原佳寿美 橋詰理佳 武口つるみ 古川かおり 赤坂陽子 端由美子 大武正枝 清野良夫 阿部毅彦 横溝達男 金子道子 牧野田貴代 たかぎみえこ 川上由紀子 荒井文子 玉川真人 六崎光幸 曹景 胡雷 李穎一                                                                              |
| 仕上                            | 八田陽子 木村千登世 中西恵子 阿部幸子 本田恵美子 新井こずえ 江田美穂子 佐田典子 野田頼子 楠本みゆき 北岡なな子 老川俊也 近藤弘子 三関江美 木村好子 佐藤秀一 師橋明子 志賀智治 柴田邦浩 浜中真宏 松田文子 新倉美佐子 河野文子 萩原恵子 小田桐しず 土屋透治 阿波幸子 松尾朱美 関根栄子 佐藤知子 小林あや子 高嶋浩二 小林久江 岡紀通 小野寺秀子 早川理栄 八巻光子 田村正子 工藤秀子 芽碧零 汪瑜 薛偉 袁唖贊 |
| 美術補                          | 工藤剛一 |
| 背景                            | 平野一重 高橋邦江 浜名お考 石田昌子 工藤由美 梨本裕美子 鈴木久美子 徳重賢 石橋修一 |
| 撮影                            | 市川智 福田寛 藪田順二 柴田三千代 吉本亨弘 大森美奈子 三浦隼人 杉澤義雄 |
| オープニング演出                | 渡辺三千成 |
| コンピューターグラフィック      | 水端聡 亀谷久 末弘孝史 八木昭宏 |
| エリ合成                        | 古林一太 渡辺由利夫 |
| 編集                            | 井上和夫 渡瀬祐子 佐多忠仁 |
| タイトル                        | 道川昭 渡辺義治 |
| 現像                            | 東京現像所 |
| 連載                            | 小学館の学習雑誌 マミイ 小学一年生 ベビーブック 小学二年生 めばえ 小学三年生 よいこ 小学四年生 幼稚園 小学五年生 学習幼稚園 小学六年生 てれびくん コロコロコミック 別冊コロコロコミック |
| 協力                            | オーディオ・プランニング・ユー アトリエ・ローク 旭プロダクション トミ・プロダクション 亜細亜堂 スタディオ･メイツ あにまる屋 京都アニメーション スタジオ・ディーン 上海朝陽動画 スタジオ・キャッツ スタジオ九魔 シマ・スタジオ スタジオ・タージ マリンポスト 井上編集室 ニード スタジオ・ムサシ ラジカル・パーティー トゥインクル                                                                         |
| 文芸                            | 滝原弥生 |
| 制作事務                        | 古井俊和 大神田富美 |
| 制作進行                        | 和田泰 中村守 星野匡章 |
| 制作デスク                      | 市川芳彦 |
| 制作協力                        | 藤子プロ ASATSU |
| 制作                            | シンエイ動画 小学館 テレビ朝日 |
|                                 | ©藤子・小学館・テレビ朝日 1992 |

## 主題歌
オープニングテーマ「ドラえもんのうた」
作詞 - 楠部工 / 作曲 - 菊池俊輔 / 唄 - 山野さと子（コロムビアレコード）
エンディングテーマ「雲がゆくのは…」
作詞・唄 - 武田鉄矢 / 作曲 - 深野義和 / 編曲 - 山中紀昌（ポリドール株式会社（現・ユニバーサルミュージック））